# ブルー・イズ・ザ・カラー
「ブルー・イズ・ザ・カラー」(Blue Is the Colour) は、イングランド・プレミアリーグに所属するサッカークラブ、チェルシーFCの応援ソング。

## 概要
1972年当時に在籍していた選手たちによって収録され、同年のFAカップ決勝・ストーク・シティFC戦に合わせてリリースされた。レーベルはペニー・ファーシング・レコーズ。1972年3月時点におけるイギリスの音楽チャートでは5位、アイルランドでは8位を記録した。今日ではイングランドサッカーにおける最も有名なサポーターズソングの一つになっている。
1972年の収録に参加したメンバーは以下の通り:
| - トミー・ボールドウィン - スチュアート・ハウストン - チャーリー・コーク - ジョン・デンプシー - ロン・ハリス - マーヴィン・ヒントン - ジョン・ホリンズ | - ピーター・ハウスマン - アラン・ハドソン - スティーブ・ケンバー - エディー・マックリーディー - パディ・ムリガン - ピーター・オスグッド - デイヴィッド・ウェブ |

- クリス・ガーランド

チェルシーFCのホームゲームのほか、チェルシーFCが出場するカップ戦決勝でも流される。

## 替え歌
替え歌がサッカーチェコスロバキア代表、バンクーバー・ホワイトキャップス、モンテディオ山形、HJKヘルシンキで歌われている。